# اچ‌ام‌اس بی۴
اچ‌ام‌اس بی۴ (به انگلیسی: HMS B4) یک زیردریایی بود که طول آن ۱۳۵ فوت (۴۱ متر) بود. این زیردریایی در سال ۱۹۰۵ ساخته شد.